# Gleichmäßig bester Konfidenzbereich
Ein gleichmäßig bester Konfidenzbereich, auch gleichmäßig beste Bereichsschätzfunktion oder gleichmäßig trennschärfstes Konfidenzintervall genannt, ist ein spezieller Konfidenzbereich in der mathematischen Statistik, der noch zusätzlich gewisse Optimalitätseigenschaften erfüllt.

## Vorbemerkung
Konfidenzbereiche sollen stets zwei sich widersprechende Ziele erreichen:
- Einerseits soll der Konfidenzbereich eine gewisse Überdeckungswahrscheinlichkeit (sein Konfidenzniveau) einhalten. Um dies zu garantieren, sollte der Konfidenzbereich möglichst groß sein.
- Andererseits sollte ein Konfidenzbereich auch so klein wie möglich sein, um möglichst informativ zu sein und eine möglichst genaue Abschätzung über den real vorliegenden Parameter zu ermöglichen.

Wählt man den Konfidenzbereich zu groß, so wird zwar das Konfidenzniveau eingehalten, aber der Konfidenzbereich ist uninformativ. Wählt man umgekehrt den Konfidenzbereich zu klein, so wird das Niveau nicht eingehalten, der Konfidenzbereich ist aber informativ.
Gleichmäßig beste Konfidenzbereiche sind nun optimal in dem Sinne, als dass sich zeigen lässt, dass sie unter den Konfidenzbereichen zu einem vorgegebenen Konfidenzniveau diejenigen mit den kleinsten Volumen bzw. der kürzesten Länge sind.

## Definition
Gegeben sei ein statistisches Modell {\displaystyle (X,{\mathcal {A}},(P_{\vartheta })_{\vartheta \in \Theta })} sowie ein Entscheidungsraum {\displaystyle (\Gamma ,{\mathcal {A}}_{\Gamma })} und Formhypothesen {\displaystyle ({\tilde {H}}_{\vartheta },{\tilde {K}}_{\vartheta })_{\vartheta \in \Theta }} für eine zu schätzende Funktion
{\displaystyle g\colon \Theta \to \Gamma },
die im parametrischen Fall auch als Parameterfunktion bezeichnet wird.
Sei {\displaystyle {\mathcal {K}}_{1-\alpha }} die Menge aller Konfidenzbereiche mit Konfidenzniveau {\displaystyle 1-\alpha } zu den Formhypothesen {\displaystyle ({\tilde {H}}_{\vartheta },{\tilde {K}}_{\vartheta })_{\vartheta \in \Theta }}.
Ein Konfidenzbereich
{\displaystyle C^{*}\colon X\to {\mathcal {P}}(\Gamma )}
zu den Formhypothesen heißt ein gleichmäßig bester Konfidenzbereich zum Konfidenzniveau {\displaystyle 1-\alpha }, wenn
{\displaystyle P_{\vartheta }(\{\gamma \in C^{*}\})=\inf\{P_{\vartheta }(\{\gamma \in C\})\mid C\in {\mathcal {K}}_{1-\alpha }\}}
für alle {\displaystyle \gamma \in {\tilde {K}}_{\vartheta }} und alle {\displaystyle \vartheta \in \Theta } gilt.
Für jedes {\displaystyle \vartheta } vermeidet ein gleichmäßig bester Konfidenzbereich die ungewollten Werte, die in {\displaystyle {\tilde {K}}_{\vartheta }} enthalten sind, also besser als jeder andere Konfidenzbereiche zur gleichen Formhypothese und zum selben Konfidenzniveau.

## Bestimmung
Gleichmäßig beste Konfidenzbereiche lassen sich über die Dualität von Konfidenzbereichen und Tests bestimmen. Ein Konfidenzbereich ist genau dann ein gleichmäßig bester Konfidenzbereich, wenn der korrespondierende nichtrandomisierte Test ein gleichmäßig bester Test ist. Über diese Beziehung lassen sich auch gleichmäßig beste Konfidenzbereiche aus gleichmäßig besten Tests konstruieren.